# Белазайма-ду-Шан, Каштаньєйра-ду-Вога і Агадан
Белаза́йма-ду-Шан, Каштаньє́йра-ду-Во́га і Агада́н (порт. Belazaima do Chão, Castanheira do Vouga e Agadão; МФА: [bɨ.ɫɐ.ˈzaj.mɐ du ˈʃɐ̃w, kɐʃ.tɐ.ˈɲɐj.ɾɐ du ˈvo.gɐ i ɐ.gɐ.ˈdɐ̃w]) — парафія в Португалії, в муніципалітеті Агеда. Складова округу Авейру.  Входить до регіону Центр. За старим адміністративним поділом, що був чинним до 1976 року, територія парафії належала провінції Берегова Бейра. Заснована 28 січня 2013 року. Площа парафії — 88,1 км², населення — 1418 ос. (2021), густота населення — 16,1 осіб/км²
. Патрон — святі Петро, Мамант і Марія Магдалина. Поштовий індекс — 3750. Код  — 010123.
```
Сформована із колишніх парафій 
Белазайма-ду-Шан
, 
Каштаньєйра-ду-Вога
 й 
Агадан
.
```

## Географія

Агеда (2013)
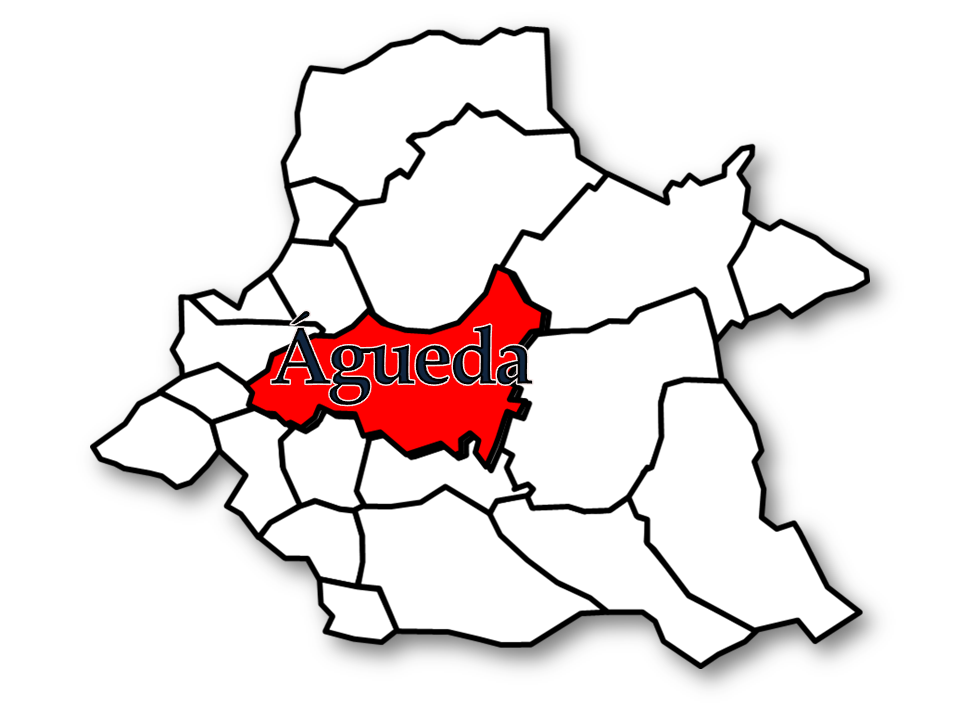
Агеда
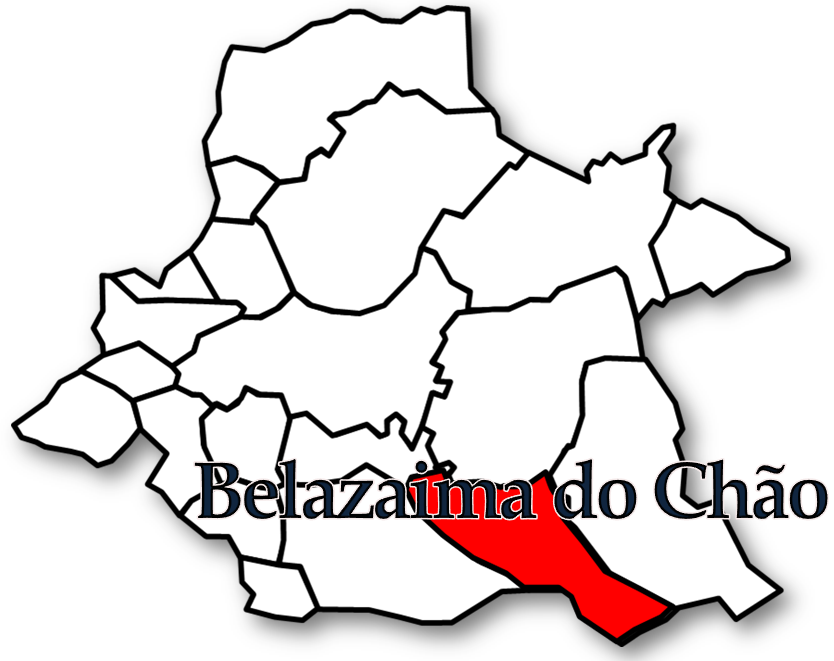
Белазайма-ду-Шан
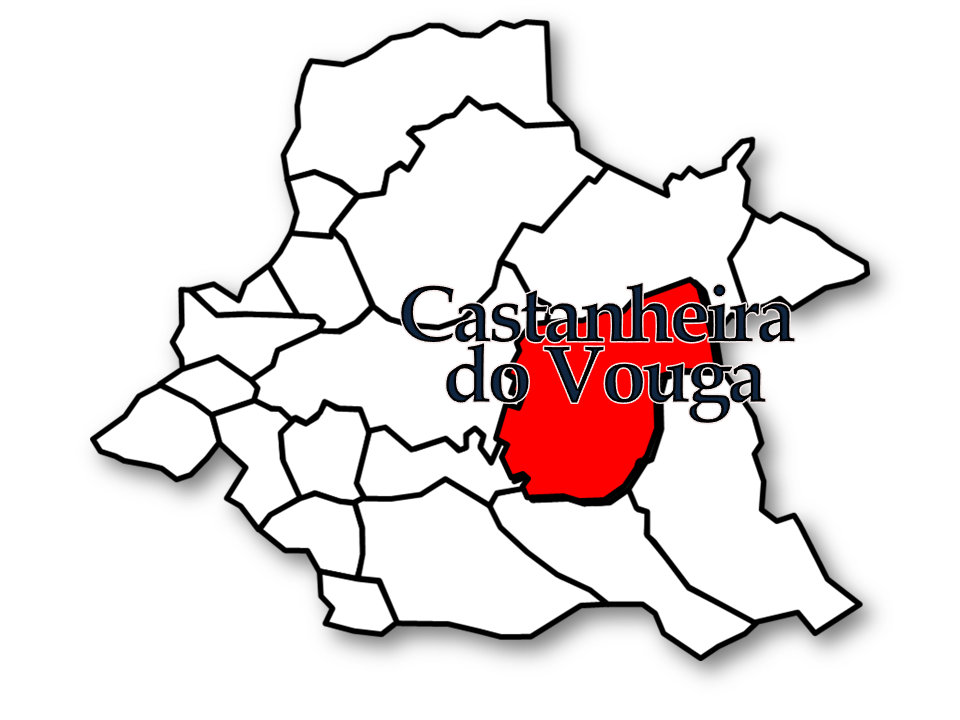
Каштаньєйра-ду-Вога
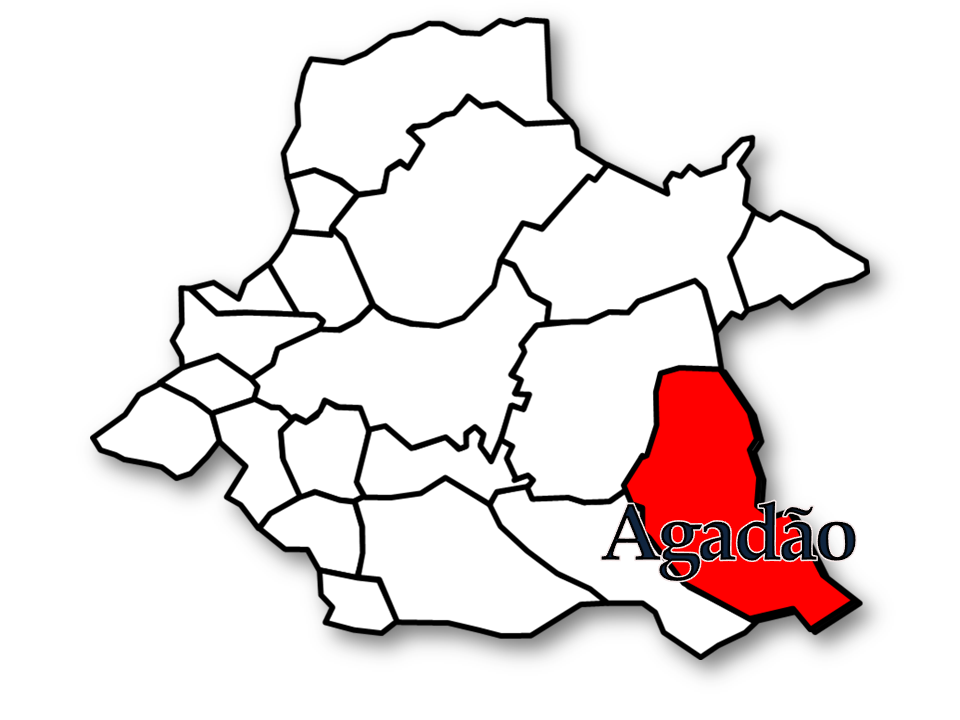
Агадан

## Населення
| 2011  |
| 1 611 |